# Lancia 1Z
L'automitrailleuse Lancia 1Z a été conçue par la société Ansaldo sur la base du premier châssis de véhicule industriel créé par la jeune société Lancia. L'automitrailleuse Lancia 1Z a été brevetée par la société Ansaldo le 14 février 1915.

## Histoire
Après la guerre italo-turque de 1910, durant la courte période de neutralité avant le début de la Première Guerre mondiale, en 1914, le Regio Esercito commande à la société Ansaldo l'étude d'un véhicule blindé, une grande nouveauté à l'époque où les fantassins montaient encore à l'assaut des troupes ennemies avec un seul fusil à la main. L’ingénieur Guido Corni, expert en mécanique et en métallurgie chez Ansaldo, présenta un projet sur la base du châssis du Lancia 25/35 HP ayant servi de base au camion "Z".

### Prototype
Le prototype Ansaldo Lancia 1Z, comprenant deux tourelles superposées armées de mitrailleuses "Maxim 1906" de 6,8 mm, est présenté aux autorités militaires italiennes le 17 avril 1915. Après des tests concluants, le 7 mai, le Regio Esercito - armée du Roi d'Italie - passe une commande de 20 exemplaires, qui différent légèrement par rapport au prototype au niveau du capot moteur. L'originalité de ce véhicule résidait dans ses deux tourelles superposées, pouvant tourner d'un seul bloc ou séparément. La coupole inférieure recevait deux mitrailleuses et la tourelle supérieure une troisième.

### Production
La première automitrailleuse Lancia 1Z de série est livrée au général Cadorna en août 1915 à Udine, les 19 autres suivront jusqu'au printemps 1916. Les trois premières escadrilles d'automitrailleuses furent officiellement constituées en juillet 1916. Les jugements émis à l'époque étaient positifs au sujet de la motorisation et de la protection, mais déploraient des difficultés pour faire marche arrière. Le véhicule semblait aussi trop lourd et encombrant. Ce défaut sera résolu avec les Fiat 611.
Un second lot de 17 unités est commandé en mars 1917, se différenciant du précédent par le remplacement du blindage des roues avant par de simples garde-boue et l'ajout d'une protection du radiateur frontal. Cette commande porta à 37 le nombre d'exemplaires de la 1re série qui seront livrés en 1917.

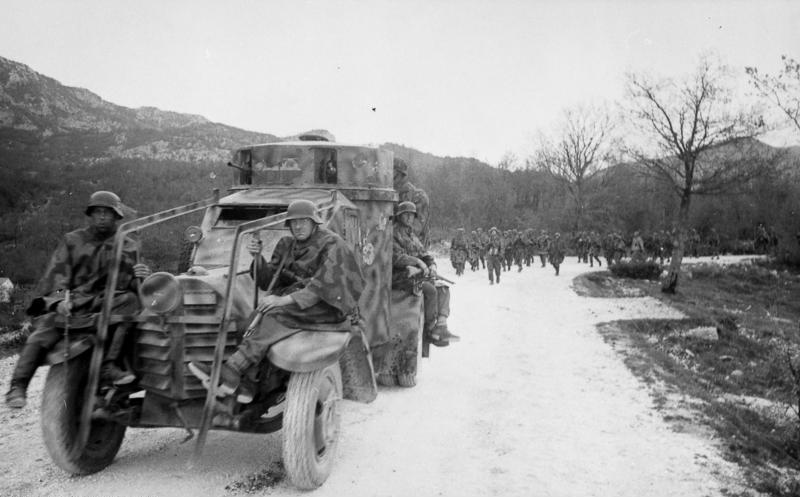
Automitrailleuse Lancia modèle 1ZM en opération en Yougoslavie

## La version Lancia 1ZM
Après une première période d'utilisation en conditions réelles sur le front, l'Italie étant entrée en guerre en 1915, le véhicule apparut trop déséquilibré du fait de sa hauteur. Il est alors décidé de ne conserver qu'une seule tourelle et de placer la 3e mitrailleuse à la proue du véhicule. C'est ainsi que la seconde série de l'automitrailleuse Lancia pris le nom de 1ZM.
Afin de renforcer la puissance de feu, il fut aussi décidé de remplacer les mitrailleuses Maxim de 6,8 mm par des mitrailleuses St Étienne 907F de 8 mm. Ce choix fut particulièrement malheureux, les armes françaises ayant systématiquement tendance à s'enrayer ce qui ne pouvait que créer des problèmes et de plus, elles ne pouvaient pas fonctionner lorsque le véhicule était en mouvement. Elles ont été immédiatement remplacées par des Fiat-Revelli M 1914, beaucoup plus fiables.
Les 35 "Lancia 1Z" de la troisième série, commandées en novembre 1917, mais dont le nombre sera porté à 100 exemplaires en janvier 1918, n'avaient plus qu'une seule tourelle armée de deux mitrailleuses de 8 mm. La troisième arme tirait par une ouverture rectangulaire à l'arrière. Au total, ce sont 113 exemplaires du modèle "Lancia 1ZM" 3e série, qui seront fabriqués.
Durant les années 1920, les mitrailleuses des Lancia 1Z furent toutes remplacées par des Fiat mod.14 de 6,5 mm. La substitution des roues d'origine par des roues dotées de pneus à basse pression débuta en 1935 pour les modèles coloniaux.

## La version Lancia 1ZM coloniale
Les mitrailleuses Fiat-Revelli M 1914 avaient un refroidissement à l'eau ce qui, dans les régions désertiques très chaudes posait problème. C'est pourquoi, toutes les automitrailleuses destinées aux colonies italiennes d'Afrique Orientale ont été équipées de mitrailleuses Fiat-Revelli M 1935 de 8 mm refroidies par air. L'exemplaire donné à l'Afghanistan était équipé de mitrailleuses légères SIA M 1918 (it), refroidies par air.

## Fiche technique[1]
- Longueur : 5,40 m
- Largeur : 1,80 m
- Hauteur : 2,40 m
- Moteur : Lancia 1Z, 4 cylindres de 4 960 cm3, développant 60 ch
- Masse : 5,4 tonnes
- Équipage : 6
- Vitesse maximale : 70 km/h sur route
- Autonomie : 200 km
- Protection : 6,5 mm
- Armement : trois mitrailleuses Fiat mod.14 de 6,5 mm (15 000 coups)

Une version spécifique avec des mitrailleuses Schwarzelose a été fabriquée sur commande de l'armée autrichienne. Le nombre d'exemplaires est inconnu.

## Utilisateurs
- Italie
- Afghanistan
- Albanie
- Autriche
- Autriche-Hongrie
- Reich allemand
- Hongrie
- Japon

## Engagements
Les automitrailleuses Ansaldo Lancia 1Z & 1ZM ont été engagées à plusieurs reprises sur des théâtres d'opérations :
- dès que les premières automitrailleuses furent affectées aux bataillons de l'armée italienne engagés dans le conflit, elles furent mises à rude épreuve et démontrèrent leur efficacité.

- en octobre 1917, après la défaite de Caporetto, 4 véhicules ont été récupérés par les troupes austro-hongroises qui les intégrèrent immédiatement,

- en juin 1918, grâce à leur puissance de feu, l'armée italienne mis en déroute les troupes autrichiennes qui tentaient d'envahir l'Italie par le Brenner. Il en sera de même lors de la bataille de Vittorio Veneto où seulement 3 automitrailleuses permirent de faire prisonniers 200 soldats autrichiens et un convoi de fournitures militaires. Lors de la bataille de Trieste, les mêmes automitrailleuses prirent d'assaut 2 convois militaires transportant 60 pièces d'artillerie lourde et firent prisonniers les 60 soldats du convoi.

- entre les deux guerres, les automitrailleuses ont surtout été utilisées pour des missions de maintien de l'ordre dans les territoires occupés par l'armée italienne dans le Tyrol, en Albanie et en Slovénie.

- en 1919, 8 Lancia 1Z furent envoyées en Libye, suivies de trois Lancia 1ZM en 1923. Elles y restèrent pendant toute la période de la reconquête.

- en 1926, une escadre avec six automitrailleuses fut envoyée en Somalie pour former les soldats italiens en poste et des volontaires engagés somaliens. Ces machines participèrent activement à la campagne de 1935 aux côtés des Fiat 611 et autres véhicules blindés italiens.

- en 1937, une section de quatre automitrailleuses fut envoyée à Tien Tsin avec le bataillon San Marco pour la protection des ressortissants italiens et étrangers jusqu'en septembre 1943. Lorsque l'armée japonaise prit possession du territoire, elle récupéra les quatre automitrailleuses.

Durant la conquête de l'Éthiopie, 12 Lancia 1Z, dont 3 à deux tourelles, combattirent sur le front nord, et 21 autres sur le front sud. Elles restèrent ensuite en Afrique orientale italienne jusqu'à la chute de l'Empire en 1941. Dix d'entre elles furent réarmées avec des mitrailleuses Fiat mod.14/35 de 8 mm.
Les automitrailleuses Lancia 1ZM ont également été utilisées lors de la seconde guerre mondiale par l'armée italienne, essentiellement dans les colonies d'Afrique Orientale Italienne. Elles participèrent à la guerre de Somalie de 1941. Plus au sud, elles durent intervenir tant que les automitrailleuses blindées de nouvelle génération Fiat-Ansaldo AB41 et Fiat Tripoli ne furent pas déployées et furent réarmées avec des mitrailleuses d’avion SAFAT de 12,7 mm. Elles seront ensuite abandonnées dans le désert et incendiées.
Un groupe de 8 Lancia 1Z participa également à la guerre d'Espagne. Les 34 unités dont disposait encore l'armée italienne en juin 1940 furent utilisés jusqu'en 1943, notamment à Rhodes, puis seront récupérées par les troupes allemandes après l'armistice de septembre 1943.